# Unione dei comuni Terre di Pianura
L'Unione dei comuni Terre di Pianura è un ente locale costituito nel gennaio 2010. Nasce dalla precedente esperienza di associazione intercomunale costituitasi nel 2000 con il nome di “Associazione Terre di Pianura”.

## Geografia
L'Unione comprende i seguenti comuni della bassa pianura bolognese:
- Baricella
- Granarolo dell'Emilia
- Malalbergo
- Minerbio

Fino al 31 dicembre 2020 ne hanno fatto parte anche i comuni di Budrio e Castenaso.
Comprende un'area di 176,74 km² nella quale risiedono circa 37 771 abitanti.
L'Unione è nata su un territorio nel quale emergono analoghe caratteristiche e simili problematiche economiche, ambientali, di viabilità, di sicurezza e di organizzazione degli Enti.

## Fondazione
Si è costituita in data 28 gennaio 2010 con la firma dell'Atto Costitutivo da parte dei Sindaci di Baricella, Budrio, Granarolo dell'Emilia e Minerbio.